# Никола Жигон
Никола Жигон (Љубљана, 13. јул 1958) је београдски сликар средње генерације. Дипломирао је на Факултету ликовних уметности у Београду, одсек сликарство у класи професора Моме Антоновића. До сада се бавио цртежом, који сматра најважнијом ликовном дисциплином, видео артом и инсталацијом, а од 2000. године свој рад све више је посветио сликарству.
Излагао је у Паризу, Београду, Минхену, Тивту, Нишу и многим другим градовима. Члан је УЛУС-а и ексклузивни члан Пром галерије у Минхену од 2002. године. Преко 300 Николиних дела налази се у приватним колекцијама, широм Европе и Америке, и сталној поставци музеја Wruth у Минхену. Живи и ствара у Београду.

## Живот и каријера
Рођен је 13. јула 1958. године у Љубљани, Словенија, тада у саставу СФР Југославије, у уметничкој породици Жигон. Након проведеног дела живота у Љубљани, са родитељима се преселио у Београд где је одрастао у породичној кући на Сењаку. Иако је непрестано био уз чувене глумце, оца Стеву Жигона и мајку Јелену, и добар део детињства са њима проводио у позоришту, није се определио за глуму, већ за сликарство којим се почео бавити тек након тридесете године живота.
Дипломирао је сликарство на Факултету ликовних уметности Универзитета у Београду 1991. године у класи професора Моме Антоновића, која је радила у бившем атељеу Мила Милуновића.
У првом периоду уметничког рада Жигон се бавио примарно цртежом, који је сматрао најважнијом ликовном дисциплином, али и видеом и инсталацијом, које је излагао у Студенском Граду 1992. године и у Салону Музеја савремених уметности 1995. године. С краја 20. века сопственим пројектима учествовао је на Малом Стеријином позорју 1993. године, на Фестивалу кратког метра и Октобарском салону 1994. године.
Двехиљадите године живео је и радио у Паризу у коме се у потпуности посветио сликарству. Двема париским изложбама и изложбом у Београду 2001. године (по повратку из Париза), Никола Жигон је препознат као аутор сопственог ликовног израза, којим је скренуо пажњу на себе и постао ексклузивни члан престижне Пром галерије из Минхена, 2002. године. Слике Николе Жигона настале у првим деценијама 21. века откупило је више немачких музеја и бројне приватне колекције широм Европе и Америке.
На изложбама у Минхену 2004. и 2009, у Португалу 2005. године и Београду 2006. и 2007. године, Никола Жигон се ликовној публици представљао својим белим сликама, да би 2009. године упоредно излажући слике у Тивту, Петровцу и Светом Стефану, приређивао и изложбе цртежа великог формата у Галерији „Њу момент” у Београду. Исте године излагао је и своју најновију сликарску продукцију у Галерији 212. Следе изложбе у Галерији Прогрес у Београду, изложбе у Милану, Пирану, Дубаију...
У другој деценији 21. века Жигон се представио новим циклусом, овога пута слика, енформелне структуре. У њима доминира белина и светли колорит, али и цртеж као важан елемент, снажно надопуњен колористичким намазима у духу апстрактног експресионизма. Повод за овај циклус слика Жигону су били пасуси из грчке митологије, „оживљени до далеке назнаке или јасне фигуралне препознатљивости.”
Члан је УЛУС од 1990. године, и ексклузивни члан Пром Галерије у Минхену од 2003. године. Дугогодишњи је директор Галерије „Прогрес” у Београду. Живи и ствара у Београду.

## Ликовно стваралаштво
Истраживачки захвати у ликовном изразу Николе Жигона који су интуитивно-спознајни, неретко хедонистички јако вешто су инкорпорирани у његова платна. Ови уметникови захвати своје корене вуку из цивилизацијских трагова или временских дубина, и најчешће су то парчићи структуре, слова, делови архитектуре древних грађевина, или друге понекад тешко докучиве реминисценције из дубина прошлости и митотворачких времена.
Простор, је главна Жигонова тема, а емоције су те које на Жигоновим платнима одређују све, ос сплета линија, просторног кретања плохе до игре разнобојних површина. Цртеж је био и остао његово примарно и основно средство ликовног изражавања, а апстрактна слика је по њему врхунац уметности, јер како сам каже; свака мрља отвара нове могућности комбинација, преко којих настоји публици да пренесе сопствену емоцију.
Како је опсег фокуса дијалога у настанку сваког Жигоновог новог дела јако широк - од приповедачког и филозофског преко жовијалног, до ликовног и антрополошког, њему претходе дуга уметникова размишљања, покрај воде, мора или на терену за голф, на коме како сам Жигон каже, игра човек против самога себе, и где може да размишља и налази нове идеје.
На стваралачком путу, дугом скоро три деценије, Никола Жигон је у истраживачким захватима и путовањима по дубинама времена пролазио кроз више етапа, суочавајући се при томе са разнородним цивилизацијским траговима и фрагментима, које је он често инкорпорирао у своја платна.: 
Најпре је био цртеж
У Николином сликарском опусу, цртеж је био и остао примарно и основно средство ликовног изражавања, и битна смерница у функцији настанка његове слике или готовог рада. У значењском смислу, на првом месту, Николини цртежи носе личну емоцију забележену у тренутку настанка ликовног дела. Они су без калкулисања мисли, и интимни су запис уметника, изражен кроз експресију широких вертикалних и хоризонталних потеза, са видом асоцијативне апстракције надовезане на симболе и знакове, који се као најинтимнији путокази јављају често на његовим радовима.
 
На приказаним цртежима уметник се понекад служи и колажним цитатима, као подтекстом рада, који настаје пре саме експресије личне енергије уметника, бојом или оловком. Такође он за израду цртежа користи апликације из новина, поштанске маркице, нотне листове или исечке карактера, у примарном облику, недорађиване, без мењања своје визуелне форме, са промењеним контекстом значења који се сада ставља у функцију личне поруке коју нам уметник шаље. Зато за цртеже Николе Жигона можемо да кажемо да су:
| „ | Скице проживљеног момента, забележене емоције и заустављеног даха, интимне асоцијације уметника које бележи симболима, остављајући простора да сваки посматрач ових цртежа на свој начин доживи приказано. | ” |

Етапа у знаку бела боје
Белу боју, како сам Никола каже, открио је случајно. У овој етапи на почетку стварања слике прво користи поступка прљања белог платна, на које потом наноси дебеле слојеве боје и других материјала које сам прави. При томе комбинује и аплицира на слику; гипс, песак, газу и играјући се дозвољава интуицији да надвлада разум. О својим белим сликама каже:
| „ | Бела слика је тешка, јер ум уметника мора да се пројектује на платно, где се уносе лична и колективна сећања, и тако се посматрач уводи у апстрактно време које садржи сва наша несвесна памћења. | ” |

Инспирацију и нову енергију за своју "„белу изражајност” углавном налази поред воде београдских река или мора.
Инсталације
Никола Жигон ствара паралелно са цртежима и сликама и инсталације за које тврди да су то слике у простору.
Грчки митови или Додекатлос
Сасвим нова етапа у Николином сликарству надахнута грчким митовима, почела је од 2013. године. У њој су настала 45 платна великих димензија, под зајеничким насловом Додекатлос (Дванаест задатака). 
Заправо серија слика Додекатлос - која је настала на основу 12 задатака које је Еуристеј, господар Тиринту, Микене и Мидеје, задао славном грчком јунаку Хераклу, проистекла је након што је Жигон развио и дефинисао нови поступак сликарске изведбе. Међутим поред „Дванаест задатака”, он је поједина платна, из овог циклуса, посветио и доживљајима: Афродите, Хефеста, Одисеја, Бахуса, Бахаткиња, Прометеја, Хере, Хектора, Ахила, Тезеја, Крона, и још неких митолошких ликова.
Сопственом ликовном интерпретацијом грчких митова, Никола Жигон је у овој фази сликања:
| „ | У грађењу слике први пут кренуо од теме, односно, наративног сижеа. Тада је открио да задатост теме на почетку изведбе знатно сужава простор деловања, но да у даљим фазама интерпретације и рада отвара бројне нове путеве и могућности. На овим платнима цртеж се повлачи у други план, махом сведен на детаљ, док боја преузима функцију основног конструктивног елемента слике. Тако се дефинишу две групе слика: оне које се у својој сведености приближавају геометријској апстракцији, или сликарству бојеног поља, и друге, ближе апстрактном или колористичком експресионизму. | ” |

- Самостална Жигонова изложба слика из циклуса „Додекатлос” у Галерији „Србија” у Нишу (2016)

Док историчарка уметности Данијела Пурешевић указује да је сликар серијом слика из овог циклуса:
| „ | Из поетског простора интимног и личног, закорачио у сферу колективног, освестивши сопствени тежњу за спознајом архетипа... Слике настају брзо, у једном даху, и оне превасходно рефлектују сликарев доживљај одређеног митолошког шаблона, у чијој интерпретацији боја стиче кључну улогу. | ” |

Платна су премијерно изложена септембра 2015. у Павиљону „Цвијета Зузорић” у Београду.

## Самосталне изложбе
- 1992. Цртежи, галерија НУБС, Београд
- 1992. Унутрашња страна врата изложба инсталација, видео рад, Галерија ДК Студентски град, Београд
- 1993. Изложба цртежа и једних врата, Ликовни салон трибина младих, Нови Сад
- 1994. Инстакције, Галерија Културног Центра, Нови Сад
- 1995. Свете тајне или кључ наше издржљивости, колажи, слике, инсталације, Галерија Салона Музеја Савремене Уметности, Београд

- 2000. Слике, International Galerie, Paris
- 2000. Слике и цртежи, Yougoslave Culturel Centre, Paris
- 2001. Слике, Abstraction Gallery, Paris
- 2002. Слике, Abstraction Gallery, Paris
- 2004. Слике, Prom Cialerie, Munchen
- 2006. Слике, Галерија Еуроцентар, Београд
- 2007. „New Day Yesterday", Слике и стубови, Галерија „Прогрес” Београд
- 2007. „New Day Yesterday", Слике и стубови, Модерна Галерија Будва
- 2007 Слике, Градска галерија, Бела Црква
- 2007 Слике, DKSG, Београд
- 2008. Слике, Галерија Меандер, Апатин
- 2009. Цртежи, New Moment, Београд
- 2010. Цртежи - „Shitting”, Галерија Арт, Београд.[9]
- 2011. Цртежи - Деликатеса, Галерија Дар Мар, Београд
- 2015. Слике - Dodekatlos Павиљон Цвијета Зузорић Београд
- 2016. Слике ГСЛУ Ниш, Галерија „Србија”
- 2022. Осмех се вратио у град, Галерији РТС-а, Београд.[10]
- 2023. Слике у е-молу, Галерија „Штаб”.[11]